# IC 4707
IC 4707 је емисиона маглина у сазвјежђу Стријелац која се налази на листи објеката дубоког неба у Индекс каталогу.
Деклинација објекта је - 16° 36' 0" а ректасцензија 18h 19m 54,0s. IC 4707 је још познат и под ознакама CED 160B.